# Rajd Polski 1975
Rajd Polski 1975 (35. Rajd Polski) to kolejna, 35 edycja rajdu samochodowego Rajd Polski rozgrywanego w Polsce. Rozgrywany był od 11 do 13 lipca 1975 roku. Bazą rajdu był Wrocław. Rajd był dwudziestą piątą rundą Rajdowych Mistrzostw Europy w roku 1975 o współczynniku 3, trzecią rundą Rajdowych Samochodowych Mistrzostw Polski w roku 1975 (trasa obejmowała tylko pierwsze 23 OS-y). Był także trzecią rundą Rajdowego Pucharu Pokoju i Przyjaźni w roku 1975.

## Wyniki końcowe rajdu
| Miejsce                      | Kierowca                     | Pilot                        | Samochód                          | Czas                         | Strata                       |                              |
| Klasyfikacja generalna i ERC | Klasyfikacja generalna i ERC | Klasyfikacja generalna i ERC | Klasyfikacja generalna i ERC      | Klasyfikacja generalna i ERC | Klasyfikacja generalna i ERC | Klasyfikacja generalna i ERC |
| ---------------------------- | ---------------------------- | ---------------------------- | --------------------------------- | ---------------------------- | ---------------------------- | ---------------------------- |
| 1                            | Maurizio Verini              | Francesco Rosetti            | Fiat 124 Abarth Rallye            | 4:31:02.5                    | -                            |                              |
| 2                            | Andrzej Jaroszewicz          | Ryszard Żyszkowski           | Fiat 124 Abarth Rallye            | 4:32:41.7                    | +1:39.2                      |                              |
| 3                            | Juan-Carlos Pradera          | Jose Bascaran                | Renault Alpine A110 1800          | 4:43:06.1                    | +12:03.6                     |                              |
| 4                            | Fulvio Bacchelli             | Bruno Scabini                | Fiat 124 Abarth Rallye            | 4:46:54.4                    | +15:51.9                     |                              |
| 5                            | Ilia Tchoubrikow             | Kiro Kirow                   | Renault 12 Gordini                | 4:54:41.0                    | +23:38.5                     |                              |
| 6                            | Krzysztof Komornicki         | Janusz Wojtyna               | Polski Fiat 125p MC 1600          | 5:00:16.6                    | +29:14.1                     |                              |
| 7                            | Stassis Brundza              | Anatoli Brum                 | Moskwicz 412                      | 5:03:27.4                    | +32:24.9                     |                              |
| 8                            | Anatoli Kozyrczikow          | Galina Kozyrczikowa          | Łada 1500 Rallye                  | 5:06:12.5                    | +35:10.0                     |                              |
| 9                            | Hans Britth                  | Hans Andersson               | Ford Escort RS 2000               | 5:13:21.1                    | +42:18.6                     |                              |
| 10                           | Jakow Agishew                | Mihaił Titow                 | Moskwicz 412                      | 5:14:27.1                    | +43:24.6                     |                              |
| Klasyfikacja RSMP            |                              |                              |                                   |                              |                              |                              |
| 1                            | Błażej Krupa                 | Piotr Mystkowski             | Renault 17 Gordini                | 2:47:46,6                    | -                            |                              |
| 2                            | Andrzej Jaroszewicz          | Ryszard Żyszkowski           | Fiat 124 Abarth Rallye            | 2:48:37,6                    |                              |                              |
| 3                            | Maciej Stawowiak             | Jan Czyżyk                   | Polski Fiat 125p 1600 Monte Carlo | 3:03:15,2                    |                              |                              |
| 4                            | Krzysztof Komornicki         | Janusz Wojtyna               | Polski Fiat 125p 1600 Monte Carlo | 3:05:05,0                    |                              |                              |
| 5                            | Lelio Lattari                | Andrzej Martynkin            | Alfa Romeo 2000 GTV               | 3:11:18,2                    |                              |                              |
| 6                            | Jerzy Dobrzański             | Antoni Ryniak                | Polski Fiat 125p 1500             | 3:13:27,6                    |                              |                              |
| 7                            | Jerzy Landsberg              | Marek Muszyński              | Renault 5                         | 3:14:41,9                    |                              |                              |
| 8                            | Dominik Mydlarski            | Richard Bisanz               | Polski Fiat 125p 1500             | 3:15:51,2                    |                              |                              |
| 9                            | Marian Bień                  | Andrzej Turczyński           | Polski Fiat 125p 1600 Monte Carlo | 3:18:53,6                    |                              |                              |
| 10                           | Włodzimierz Groblewski       | Januariusz Czerwoniec        | Polski Fiat 125p 1500             | 3:19:34,0                    |                              |                              |
| Klasyfikacja RPPiP           |                              |                              |                                   |                              |                              |                              |
| 1                            | Andrzej Jaroszewicz          | Ryszard Żyszkowski           | Fiat 124 Abarth Rallye            | 4:32:41                      | 0,0                          |                              |
| 2                            | Ilia Tchoubrikow             | Kiro Kirow                   | Renault 12 Gordini                | 4:54:41                      | +21:59                       |                              |
| 3                            | Krzysztof Komornicki         | Janusz Wojtyna               | Polski Fiat 125p MC 1600          | 5:00:16                      | +27:34                       |                              |
| 4                            | Stassis Brundza              | Anatoli Brum                 | Moskwicz 412                      | 5:03:27                      | +30:45                       |                              |
| 5                            | Anatoli Kozyrczikow          | Galina Kozyrczikowa          | Łada 1500 Rallye                  | 5:06:12                      | +33:30                       |                              |
| 6                            | Jakow Agishew                | Mihaił Titow                 | Moskwicz 412                      | 5:14:27                      | +41:45                       |                              |